# Pseudomicronia unimacula
Pseudomicronia unimacula är en fjärilsart som beskrevs av Warren. Pseudomicronia unimacula ingår i släktet Pseudomicronia och familjen Uraniidae. Inga underarter finns listade.